# Distretto di Yuanzhou
Il distretto di Yuanzhou (袁州区S, Yuánzhōu QūP) è un distretto della Cina, situato nella provincia di Jiangxi e amministrato dalla prefettura di Yichun.